# Servicio Ecuatoriano de Capacitación Profesional
El Servicio Ecuatoriano de Capacitación Profesional - SECAP - es la operadora de capacitación del estado, adscrita al Ministerio del Trabajo del Ecuador. Su principal misión es Desarrollar competencias, conocimientos, habilidades y destrezas en los trabajadores y servidores ecuatorianos a través de procesos de perfeccionamiento, capacitación y formación profesional que respondan a la demanda del sistema laboral, propendiendo al uso del enfoque de competencias laborales en los procesos formativos e incluyendo en estas acciones a los grupos de atención prioritaria y actores de la economía popular y solidaria.

## Historia
Convenida la Junta Nacional de Planificación de la necesidad de sistematizar la formación profesional en el Ecuador, como requisto esencial para que puedan aplicarse los planes de desarrollo, inicia las gestiones del caso para que se estudiase la mejor forma de crear un organismo o instituto de capacitación. Para su creación, el gobierno Nacional solicitó al SENA (Servicio Nacional de Aprendizaje) de Colombia un experto que realice los primeros estudios, luego se pidió la contribución del Punto IV y finalmente la ayuda de la O.I.T. (Organización Internacional de Trabajo) para la formulación de los planes destinados para la creación de este organismo.
El Servicio Ecuatoriano de Capacitación Profesional - SECAP - fue creado durante la presidencia de Clemente Yerovi Indaburu, el 3 de octubre de 1966, mediante Decreto Supremo N.º 1207, publicado en el Registro Oficial N.º 141 del 17 de octubre de 1966; adscrito al Ministerio de Previsión Social y Trabajo.
El objetivo fundamental del SECAP, de ese entonces, fue la capacitación y formación profesional intensiva y acelerada de la mano de obra para empresas, cuyas actividades se orientaban a procesos industriales, comerciales y de servicios en el país.

#### Ayuda internacional, apoyo de la OIT
La primera preocupación fue la de conseguir personal competente para esta labor en los primeros meses de 1968, se realizó un estudió detenido de la solicitud presentada originalmente al Fondo Especial de Naciones Unidas para obtener la ayuda técnica y financiera para el SECAP, en esta actividad prestó su invalorable ayuda del doctor Pierre Alex Granier, experto de la Organización Internacional del Trabajo, quien falleció a poco de cumplir su misión temporal para este objetivo en Ecuador. Granier actualizó la solicitud original y se la volvió a presentar oportunamente para que el Fondo Especial de Naciones Unidas pidiese considerar la formulación del presupuesto para 1969. Mediante gestiones personales de la Dirección Nacional en la sede de las Naciones Unidas en Nueva York se obtuvo que la propuesta fuera estudiada y aprobada favorablemente, y se consiguió el envío de un nuevo experto de la Organización Internacional del Trabajo para preparar los planes de ejecución contemplados en la propuesta. Desde agosto de 1968 el SECAP contó con la ayuda del doctor Maurice Garrigue, técnico O.I.T. de trayectoria internacional.

#### Durante la dictadura militar
En 1978, el Consejo Supremo de Gobierno conformado por el almirante Alfredo Poveda Burbano, comandante general de la Fuerza Naval, Presidente del Consejo Supremo de Gobierno, general de División Guillermo Durán Arcentales, comandante general de la Fuerza Terrestre, miembro del Consejo Supremo de Gobierno, y el teniente general Luis Leoro Franco, comandante general de la Fuerza Aérea, miembro del Consejo Supremo de Gobierno, por Decreto Ejecutivo n.º 2928, publicado en registro oficial n.º 694, el jueves 19 de octubre de 1978, se expidió la primera reforma a la Ley de Servicio Ecuatoriano de Capacitación Profesional, estableciendo al Secap como una persona jurídica de derecho público, con autonomía administrativa y financiera, con patrimonio y fondos propios.
A finales de 1968 personal técnico del SECAP fue enviado a Colombia, para recibir instrucción en métodos modernos en formación, impartidos gracias a la cooperación internacional ofrecida por el Servicio Nacional de Aprendizaje SENA.
En 1977 requirió una importante y necesaria reestructuración administrativa y jurídica, que fomente y mejore sus procesos para alcanzar, de forma efectiva, los objetivos para los cuales fue creado.
En la década del 80, durante los gobiernos de León Febres-Cordero Ribadeneyra y Rodrigo Borja Cevallos, el pago de las utilidades a los trabajadores que estaba establecido en el Código de Trabajo tenía un tope de 40 Salarios Básicos Unificados (SBU) y el excedente debía ser pasado al Servicio Ecuatoriano de Capacitación Profesional (Secap). Mientras que en la del 90 se cambió el límite estableciendo de 40 SBU a 80 SBU para cada trabajador y el excedente de las utilidades se enviaba también al Secap.

#### Durante la década del noventa.
En 1997, más de 35 mil trabajadores de diferentes empresas industriales y de comercio y servicio del país asistieron a los cursos de capacitación dictadores en los diferentes centros de formación profesional. Los cursos tuvieron como objetivo la capacitación y perfeccionamiento de conocimientos, fueron de corta duración. Al desarrollo de los contenidos y programas de estudios se destinaron más 142 mil horas de instrucción.
Los 2.138 cursos de capacitación se realizacon en los sectores industrical y de comercio y servicios. Su programa estuvo encaminada a sastifacer la demanda de formación de profesional de las empresas. De ahí que se hayan dictado cursos de inglés, auditoría financiera, contabilidad básica, cajero comercial bancario, secretariado ejecutivo, aseguramiento de la calidad ISO 9000, excelencia en el servicio al cliente, mecánica automotriz, electricidad y electrónica, entre otros.
A mediados de los noventa, previamente a la actividad de asesoría empresarial emprendida en 1997, se elaboró material instruccional que en el número 7 fueron experimentados primero y aplicados luego a nivel nacional. Del proceso de consultoría, varias empresas e instituciones se beneficiaron entre ellas: Enkador, Coca Cola, Andec, Acosa, La Favorita, Electroecuador, Nabisco, Geleg, Tesalia, Cablec, Veritas, Pinturas Cóndor, Dimerca, Procarsa, Nestlé, Lasa, Floresa, General Tire, Universidad Central, Ejército Ecuatoriano, Fuerza Aérea, ESPE, Universidad Técnica Particular de Loja, Universidad Técnica de Quevedo, entre otras.

#### Cooperación Japonesa
Nueve técnicos entre expertos y voluntarios conformación la misión de asistencia técnica que brindó a finales de los 90 la República del Japón en la institución, fortaleciendose en las áreas ocupacionales de aire acondicionado refrigeración, hidráulica mecánica automotriz, y electricidad electrónica. El Gobierno de Japón realizó varias donaciones significativas en equipos de electrónica y fuel inyección, los mismos que fueron utilizados en la capacitación y formación profesional con tecnología de punta. El monto total de esa donación superó lo 1.356 millones de sucres (425 mil dólares), a su vez las bibliotecas de los centros operativos se enrequicieron con publicaciones, libros y videos técnicos de electrónica, mecánica automotriz entregados por Japón por un monto total de 34 millones de sucres. Además los funcionarios se beneficiaron de pasantías y becas en Japón para que se capaciten en las especialidades de Mecatronix, revestimientos de metales y administración del desarrollo de recursos humanos.

## Imagen institucional

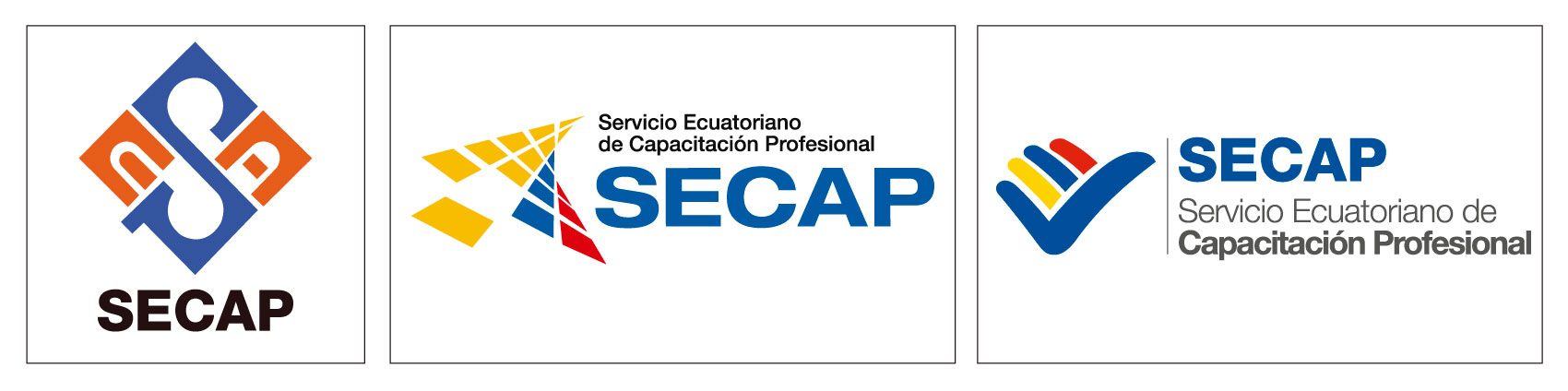
Imagen corporativa del SECAP, logotipos usados en los años 1967 a 2014, del 2014 a 2016, y hasta la actualidad

El logotipo institucional se lo empezó a utilizar a finales de la década de los sesenta, el primer isotipo fue utilizado hasta el 2014, en la administración de la directora ejecutiva Johana Paola Zapata Maldonado (2011- 2014), luego de 48 años, se realizó el primer cambio de la imagen institucional del Secap.
En la administración del ministro del Trabajo, Leonardo Berrezueta en el 2016 se cambió por última vez el logo institucional.

## Funciones
De acuerdo con lo establecido en la Ley Constitutiva del SECAP con todas sus reformas, en el Art. 3 se establecen las funciones.
1. Elaborar y ejecutar programas para:  a. Capacitar profesionalmente a los trabajadores en el servicio en todas las activades económicas y dar formación a personas no menores de 14 años. b. Formar profesionales a adultos con posibilidades de empleo. c. Formar administradores de pequeñas empresas. d. Formar supervisores de nivel medio.
2. Colaborar con las empresas agrícolas, industriales en el planteamiento y ejecución de cursos de capacitación y formación Profesional.
3. Colaborar en la ejecución de programas para cursos de capacitación metodológica para los instructores técnicos en servicio.
4. Reentrenar profesionales para cubrir las demanadas adicionales en las diversas actividades.
5. Cooperar en la reahabilitación de personal en centros de asistencia mediante formación profesional especial, para adaptarlos social y económicamente.
6. Cooperar en la conformación del Programa Nacional de Recursos Humanos para ejecutar las tareas que en el mismo se la asignan, de acuerdo con los fines de específicos del SECAP.
7. Colaborar en la elaboración de un Catálogo Ecuatoriano de Ocupaciones.
8. Establecer los requisitos de calificación necesaria para cada tipo de ocupación.
9. Organizar y mantener en los centros la enseñanza teórica y práctica, en los oficios y ocupaciones que los diferentes procesos de producción requieren en todo el país.

## Organización
Desde 1966 hasta el 2016 la entidad estaba dirigida por un Consejo Nacional.
- El Ministro de Prevención Social o el Subsecretario del ramo.
- El Ministro de Educación Pública.
- El Ministro de la Producción.
- El Director Técnico de la Junta de Planificación o su delegado.
- El Director Técnico de CENDES.
- Dos representantes de los empleadores del Secap.
- Dos representantes de la Centrales Sindicales de los trabajadores.

## Primer personal directivo del Secap en 1966
Consejo Nacional
- Lcdo. Rafael Alvarado M. - Presidente - Presidente del Ministero del Prevención Social y Trabajo
- Dr. Enrique Illingworth - Vicepresidente - Representante de los empleadores
- Lcdo. Jaime Guevara Atuma - Representante de la función ejecutiva
- Lcdo. Raúl Falconí - Representante del Ministerio de Educación Pública.
- Ecom. Germánico Espinosa - Representante de CENDES
- Sr. Noé Villacreces - Representantes de los trabajadores.

Dirección Nacional
- Dr. José Antonio Baquero de la Calle - Director Nacional y secretario del Consejo Nacional
- Sr. Rodrigo Chaves - Subdirector Técnico

En la actualidad, el nombramiento de Director Ejecutivo es designado por el ministro de trabajo.

## Áreas de capacitación

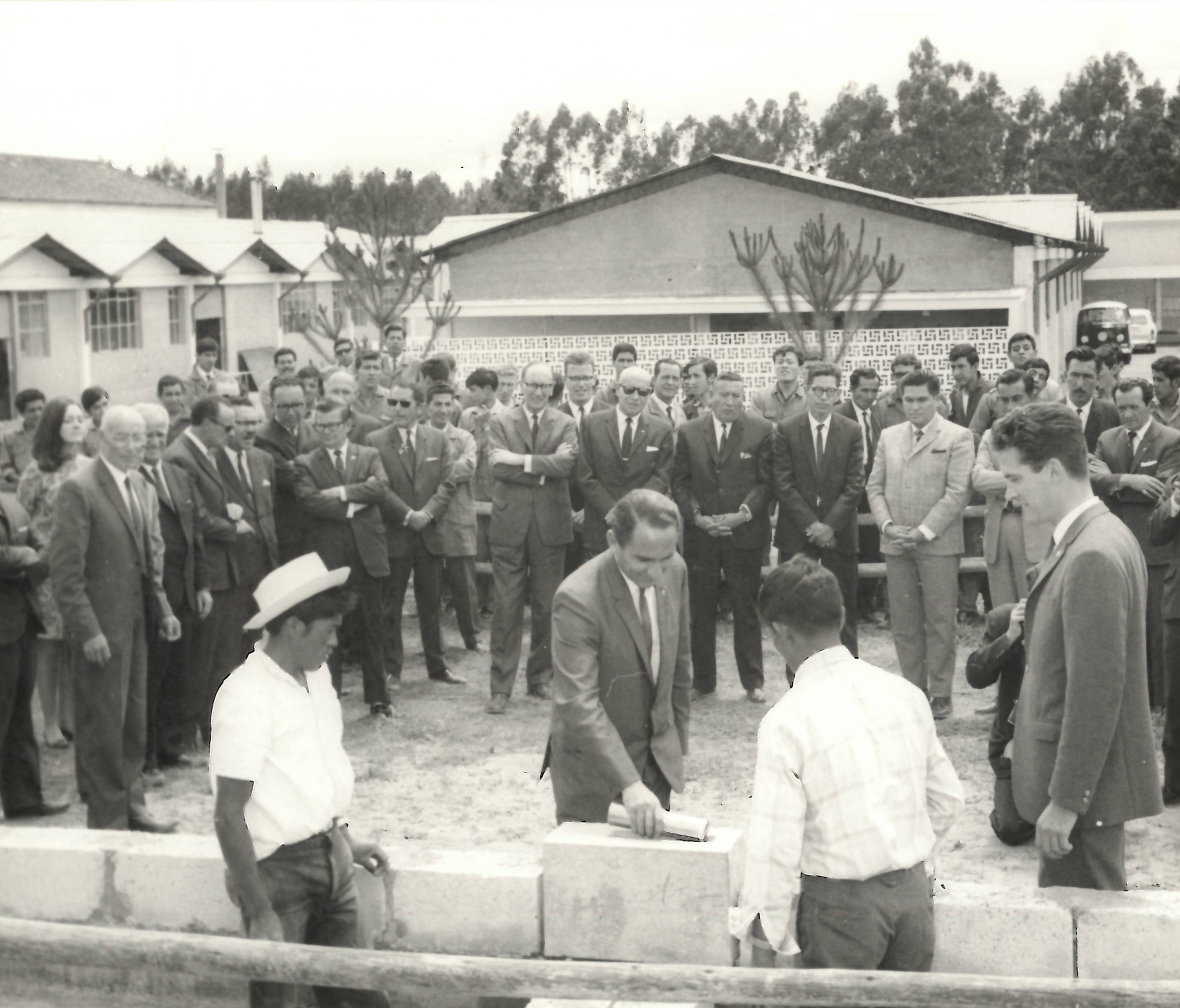
Durante la ampliación de las instalaciones en 1978, Álvaro Pérez Intriago, alcalde de Quito y Carlos Mosquera, Director del Cerfin, actual zona 2 del Secap

Áreas de capacitación en las que Secap se ha desarrollado desde 1966:
- Electricidad y electrónica: Instalaciones eléctricas residenciales, de edificios y comerciales; instalaciones eléctricas industriales; automatización y control industrial; electricidad industrial; sistemas de manufactura flexible (FMS); robótica; reparación de equipos de audio y video; reparación de equipos de línea blanca, mecatrónica; electromecánica, paquetes de desarrollo; automatización totalmente integrada.
- Automecánica: Mecánica automotriz, equipo caminero pesado; mecanización agrícola; operadores de maquinaria agrícola; mantenimiento y reparación de mecanismos del automóvil; reparación y reconstrucción de motores de automotores, electricidad y electrónica del automóvil; vehículos híbridos.
- Metalmecánica: Mecanizado con máquinas herramientas convencionales; soldaduras (SMAW, GMAW, GTAW, OAW….); diseño de estructuras metálicas soldadas; calderería; mantenimiento mecánico industrial; matricería; chapistería mecánica, hidráulica; neumática, inyección de plásticos, mecanizado con máquinas y herramientas no convencionales (centros de mecanizado, máquinas CNC); tratamientos térmicos, ensayos de materiales destructivos y no destructivos.
- Construcciones civiles: Albañilería; instalaciones hidro-sanitarias; levantamiento topográfico.
- Cuero y calzado: Confección de calzado; confección de pequeña marroquinería.
- Confecciones textiles: Confección de ropa femenina y masculina; Confección de lencería femenina y masculina, confección de ropa deportiva; operación y mantenimiento de máquinas de coser industriales; diseño de modas.
- Madera y Muebles: Construcción de muebles de madera sólida - rectos; construcción de muebles de madera sólida con formas; construcción de muebles con madera prefabricada; tallado de la madera, torneado de la madera.
- Artes gráficas: Encuadernación artesanal e industrial; impresión offset; serigrafía; diseño gráfico manual; diseño gráfico digital; diseño de páginas web; diseño multimedia; edición y postproducción de audio y video.
- Agroindustrias: Procesamiento de lácteos; procesamiento de frutas; procesamiento de cárnicos.
- Administración: Gestión del talento humano; gestión de oficina y secretariado; gestión administrativa; gestión en técnicas de compras; administración de bodegas.
- Comercialización: Gestión en marketing; gestión en ventas; técnicas de publicidad; corredor de seguros; gestión en comercio exterior.
- Finanzas: Contabilidad, Finanzas; Auditoría y Banca.
- Gastronomía: Cocina nacional e internacional; panadería y pastelería.
- Hotelería: Gestión en bares y restaurantes; gestión hotelera.
- Informática: Computación; redes informáticas; paquetes de desarrollo informáticos; sistema operativo Linux; auditoría informática.
- Turismo: Turismo comunitario; guías de turismo; proyectos turísticos; administración de agencias de viajes; ecoturismo; gestión ambiental.

## Modos y Modalidades de capacitación
El SECAP, para cumplir con todos y cada uno de sus objetivos y funciones, optó por variados modos y modalidades de formación, capacitación y perfeccionamiento, preparando talento humano exitoso, resultado del desarrollo de cursos concernientes a las áreas y especialidades antes citadas.
SECAP adoptó dos tipos de estructura para la implementación de su oferta de formación y capacitación profesional:
- Modos.- entendidos como las maneras generales

- Modalidades.- son las maneras específicas

Como modos de formación tenemos: la formación, la capacitación y el perfeccionamiento; y, sus modalidades:
- Para formación: Formación de jóvenes, adultos, facilitadores y técnicos.

- Para capacitación: Actualización, complementación, habilitación y reconversión.

- Para perfeccionamiento: Mandos medios.

Así mismo, para legitimar las competencias desarrolladas por sus participantes, durante sus años de labor fructífera, otorgó y otorga los siguientes certificados y títulos:
- Para los cursos de formación (larga duración): Certificado de Aptitud Ocupacional -CAO-; Certificado de Aptitud Profesional -CAP-; Título de Formación Profesional -TFP-; refrendados por el Ministerio de Trabajo.

- Para los cursos de capacitación (corta duración): Certificado de Aprobación -CA-; Certificado de Participación -CP-.

- Para los cursos de perfeccionamiento (larga duración): Título de Formación Profesional -TFP- para mandos medios.

## Certificación por competencias laborales
La certificación tiene por objetivo reconocer formalmente las competencias laborales de las personas, independientemente de la forma en que hayan sido adquiridas y de si tienen o no un título o grado académico. Junto a esto, busca favorecer las oportunidades de aprendizaje continuo, su reconocimiento y valorización.
Además, es una alternativa para desarrollar el capital humano de las organizaciones, ya que les permitirá a las empresas contar con trabajadores con conocimientos y experiencia certificada, permitiendo saber a los trabajadores lo que se espera de ellos y a los empleadores saber qué competencias están requiriendo en su organización.
Beneficios de la capacitación por competencias laboreles:
- Generar mayores oportunidades de empleo, movilidad y estabilidad laboral.
- Las empresas valoran y exigen cada vez más personas certificadas.
- Otorga mayor valor y reconocimiento de los servicios o productos prestados o generados por las personas certificadas.
- Una persona certificada se distingue y es valorada en el mercado laboral, con el aval de una institución acreditada (SECAP).
- Contribuye al desarrollo personal y profesional, al fomentar una actualización continua de conocimientos y habilidades.

## Alianzas estratégicas
Con el transcurrir del tiempo, el SECAP suscribe convenios de cooperación técnica con organismos internacionales, que permiten ejecutar procesos de capacitación, formación y perfeccionamiento profesional, con tecnologías modernas, fortaleciendo los perfiles de salida de los participantes. La mayoría de convenios se orientaron a dotación de equipos, máquinas y herramientas, transferencias de tecnologías, mediante becas tendientes a mejorar las competencias del personal técnico y administrativo.

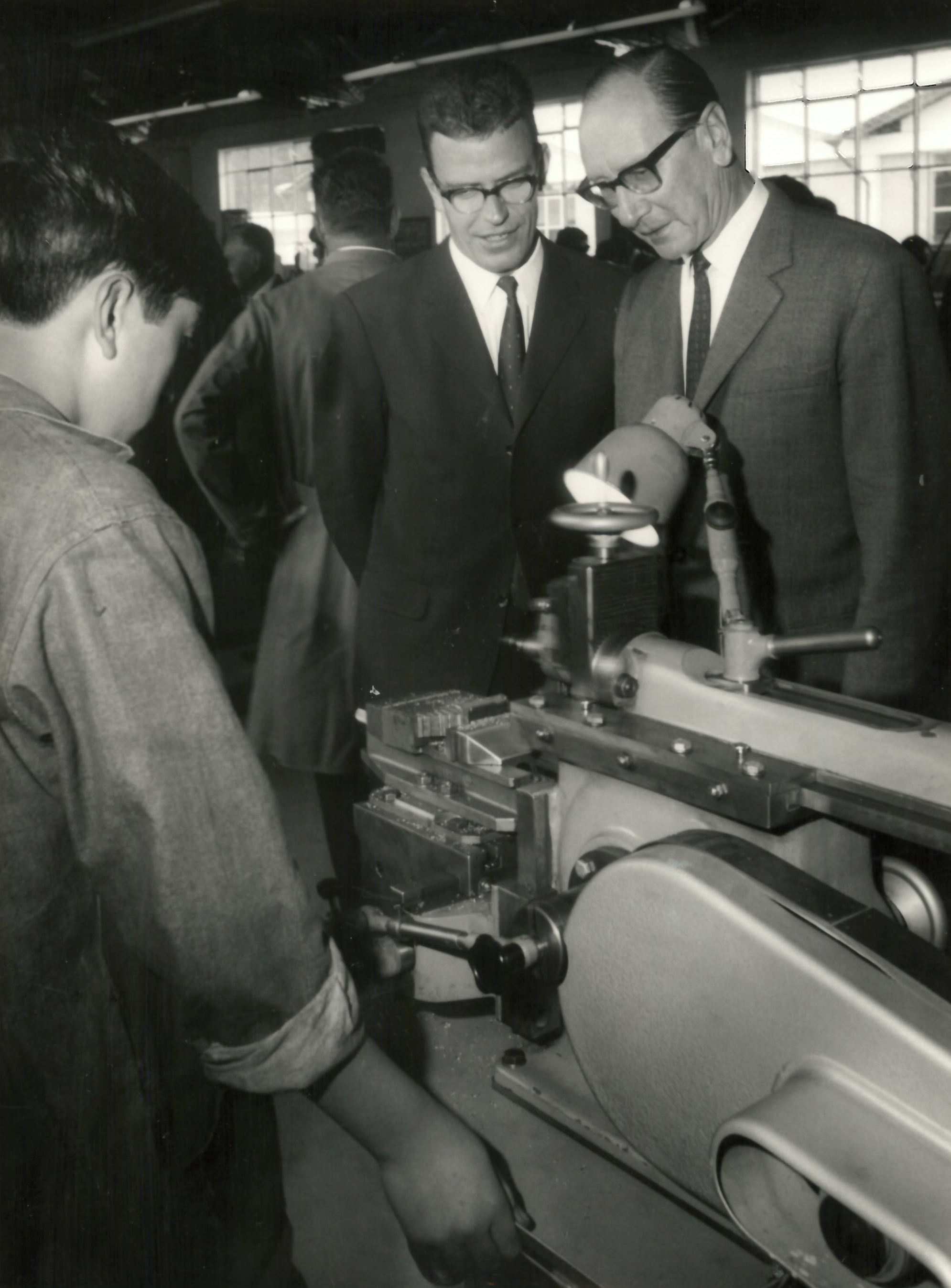
Durante el recorrido de las instalaciones en 1977

Entre los gobiernos cooperantes podemos enumerar: Gobierno de Alemania, que cooperó en las áreas de metalmecánica y automecánica; Gobierno de Suiza, en equipo caminero pesado y mecanización agrícola, Gobierno de Gran Bretaña, en el área de electricidad y electrónica; Gobierno de España, en las áreas de metalmecánica, electricidad y electrónica; Gobierno del Japón, en las áreas de electricidad y electrónica, metalmecánica, automecánica, confección textiles, gastronomía, metodología y administración, para atender al sector productivo y Grupos de Atención Prioritaria - GAP.
Otros convenios interinstitucionales internacionales de asistencia técnica son: SENA de Colombia, SENATI del Perú, SENAI del Brasil, SENCE de Chile; con cursos de capacitación relacionados con la parte técnica y metodológica.
A lo largo de su historia, el SECAP suscribe convenios con instituciones y empresas nacionales públicas y privadas, para desarrollar acciones de capacitación que generen competitividad en los participantes para el fortalecimiento de actividades productivas del país, en los que se hace hincapié a Grupos de Atención Prioritaria - GAP y especialmente a personas con discapacidad.

## Zonas de cobertura a nivel nacional
El primer centro operativo industrial del SECAP, que se encuentra ubicado en el norte de Quito, fue el denominado Centro de Formación Industrial CEFI-Q, producto de la transferencia de dominio del Instituto Técnico Ecuatoriano Alemán – ITEA al SECAP, en 1976.
Actualmente, SECAP cuenta con centros operativos a nivel nacional, distribuidos en diferentes zonas, y que, en su gran mayoría, desarrollan cursos de acuerdo con las áreas y especialidades antes descritas.
| Zonas | Centro Múltiple               | Centros Operativos                                                      |
| ----- | ----------------------------- | ----------------------------------------------------------------------- |
| 1     | Centro Múltiple Ibarra.       | Lago Agrio, Esmeraldas y Tulcán.                                        |
| 2     | Centro Múltiple Quito Norte.  | Tena, Francisco de Orellana.                                            |
| 3     | Centro Múltiple Ambato.       | Latacunga, Puyo, Riobamba.                                              |
| 4     | Centro Múltiple Manta.        | Portoviejo, Santo Domingo.                                              |
| 5     | Centro Múltiple Durán.        | Babahoyo, Santa Elena, Guaranda y Punto de Atención y Servicio Milagro. |
| 6     | Centro Múltiple Cuenca.       | Sucúa y Punto de Atención y Servicio Cañar.                             |
| 7     | Centro Múltiple Loja.         | Loja; Centros Operativos de Machala, Zamora.                            |
| 8     | Centro Múltiple Guayaquil.    | Guayaquil                                                               |
| 9     | Centro Múltiple Quito Centro. | Múltiple Quito Centro y Centro Operativo Galápagos.                     |

## Corrupción y malas administraciones
Durante abril de 2005, empleados del Secap acusaron de corrupción a su anterior director ejecutivo, Fernando Albán. Cerraron las puertas del edificio central para evitar el ingreso de todos los funcionarios nombrados por el gobierno de Lucio Gutiérrez.
Esta situación se dio como consecuencia del decreto ejecutivo número 12 del presidente Alfredo Palacios que dejaban sin nombramiento a los funcionarios de libre remoción, que ingresaron en el anterior Gobierno. Diez de los 23 centros de formación en todo el país se paralizaron. A Albán lo acusaron de haber hecho contratos con compañías fantasmas con cheques del Estado.
Fernando Albán, director Ejecutivo del SECAP durante 2005, denunció que la hermana del expresidente Lucio Gutiérrez, Janeth Gutiérrez, protagonizaba actos de corrupción y exigía prebendas e incluso 5 mil dólares para repartir cargos en la entidad. Janeth Gutiérrez puso a cinco directores que fueron destituidos por considerarlos incapaces y confirmó que, debido a las presiones de la hermana del exmandatario, los trabajadores del SECAP eran obligados a salir a marchas a favor del régimen de entonces.

## Directores Ejecutivos
- Dr. José Antonio Baquero de la Calle. (1966 -1970)
- Dr. David Vera Alarcón. (1977 -1988)
- Dr. Julio Iván Torres Palacios. (1988-1989)
- Dr. David Vera Alarcón. (1990 -1991)
- Ing. Patricio Campoverde Aguilar. (1991 -1992)
- Ing. Mario Miranda Flores. (1992 – 1996)
- Ing. Germán Donoso Baquerizo. (1997)
- Abg. Fernando Heredia Flores. (1997)
- Abg. Pablo Durango Vela. (1998 -1999)
- Dr. Fernando Landázuri. (1999-2003)
- Dr. Fernando Albán. (2004 - mayo de 2005)
- Dr. Ángel María Verdesoto Galeas. (2005 – 20 de diciembre de 2009)
- Ing. Verónica Elizabeth Valenzuela Yela. (2009 – 2011)
- Eco. Johana Paola Zapata Maldonado. (2011- 2014)
- Ing. Carlos Echeverría Cueva. (septiembre – diciembre de 2013)
- Ing. Sandra Paulina Paz Ojeda. (1 de enero - 8 de octubre de 2014)
- Abg. Juan Pablo Espinosa Burgos. (8 de octubre de 2014 – 17 de enero de 2015)
- Lcdo. Fabricio Vicente Proaño Moreno. (18 de enero de 2015 - 30 de abril de 2015) - 3 meses y 12 días
- Eco. Fabián Edmundo Alvarracín Chapa. (1 de mayo de 2015 – 31 de mayo de 2017) - 2 años y 30 días.
- Abg. Patricio Camino Villanueva. (1 de junio de 2017 – 14 de marzo de 2018) - 9 meses y 14 días.[6]
- Tec. Mario Andrés Maldonado Sánchez. ( 8 de marzo de 2020)[7] (15 de marzo de 2018 [8] - 21 de junio de 2018)[9] - 3 meses y 6 días.
- Dr. Ramiro Lovato Freire. (21 de junio de 2018[9] - 7 de agosto de 2018) - 1 mes y 17 días
- Ing. Mateo Sebastián Coronel Cácerez. (22 de agosto de 2018 - 22 de febrero de 2019) - 6 meses.
- Eco. Marco Antonio Larco Romero. (23 de febrero de 2019 - 31 de julio de 2019) - 5 meses.
- Ing. Lenin Baltazar Campaña Jácome. (1 de agosto de 2019 - 10 de diciembre de 2020) - 1 año 4 meses.
- Dr. Máximo Ramírez Chávez. (18 de diciembre de 2020 - 1 de junio de 2021)[10] - 5 meses y 13 días.
- Dr. Enrique Washington Barragán Tapia. (2 de junio de 2021 - 13 de septiembre de 2021)[11] 3 meses y 11 días.
- Dr. Javier Aníbal Rubio Duque. (14 de septiembre de 2021 - 26 de enero de 2023) [12]
- Ing. María Verónica Cevallos Calderón (15 de enero de 2024 - 20 de febrero de 2024) [13] 1 mes y 5 días.
- Dr. John De Mora Moncayo. ( 20 de febrero de 2024 - 4 de julio de 2025 ) [14] 1 año, 4 meses y 13 días.
- Gral. (S.P) Jorge Santiago Almeida Cordova ( 7 de julio de 2025 - actualidad) [15]

## Galería de imágenes del Secap desde 1968

SECAP
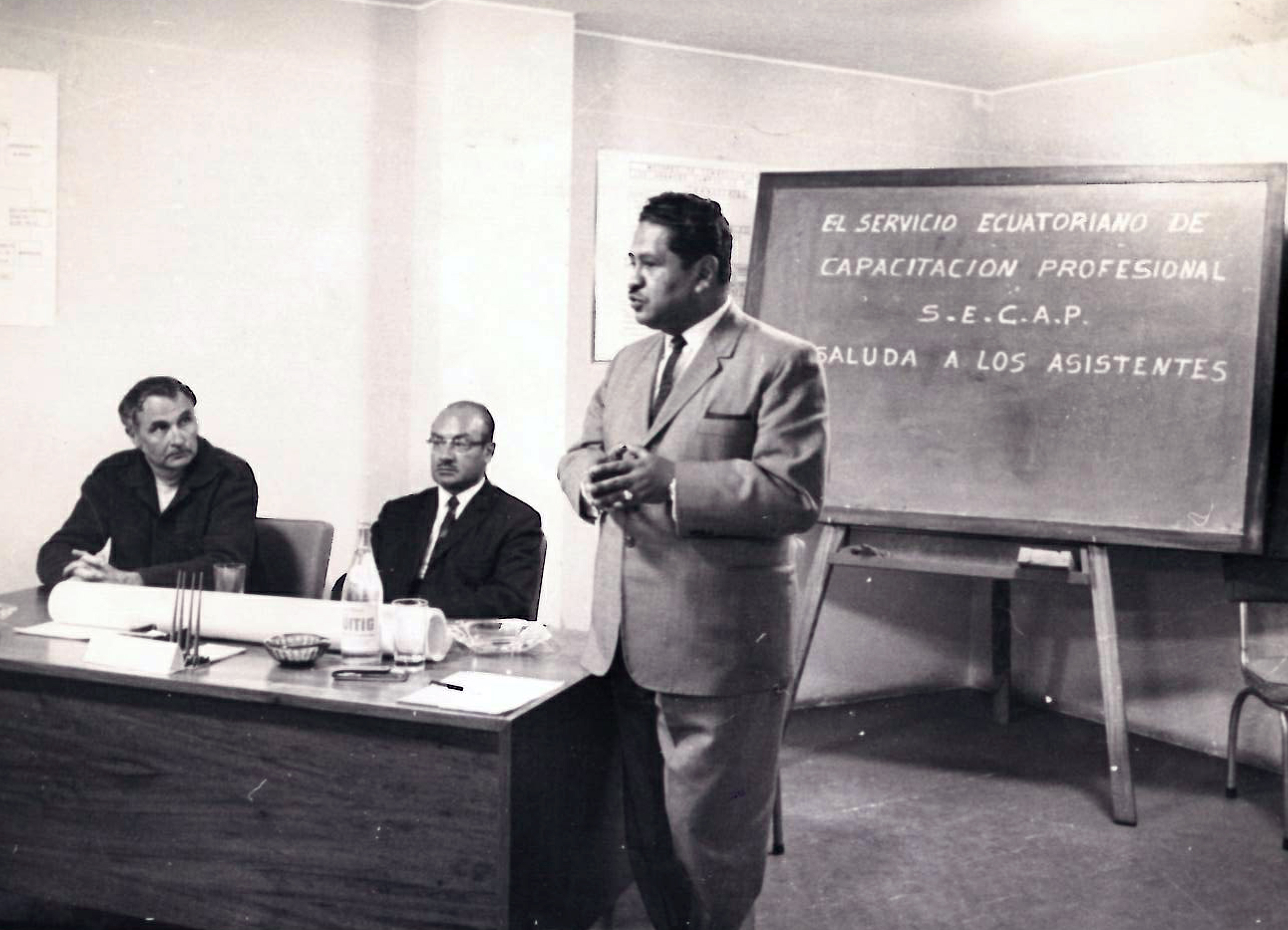
Durante la presentación de curso de capacitación, 1969
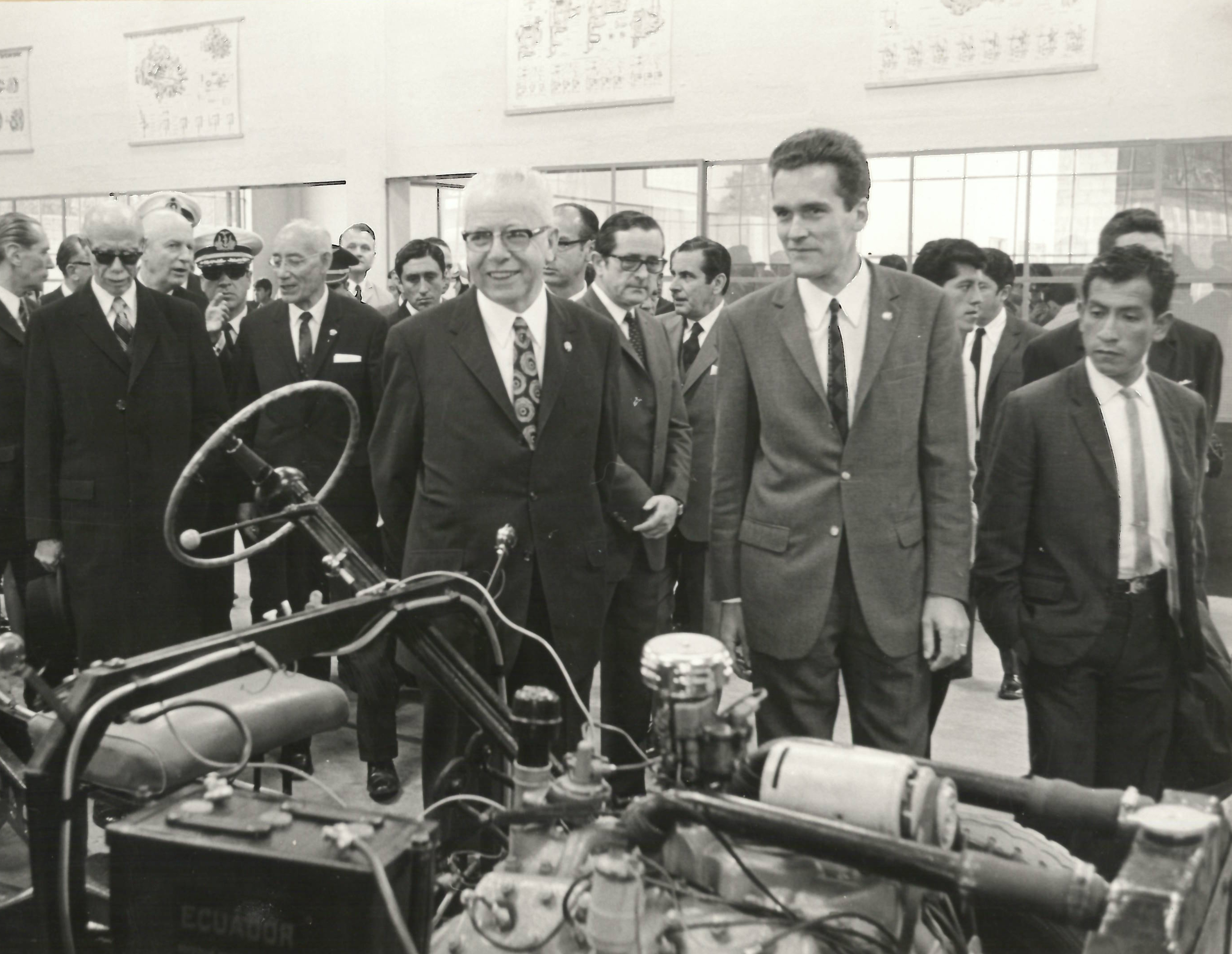
Durante la visita del Presidente de la República José María Velásco Ibarrra, en 1968
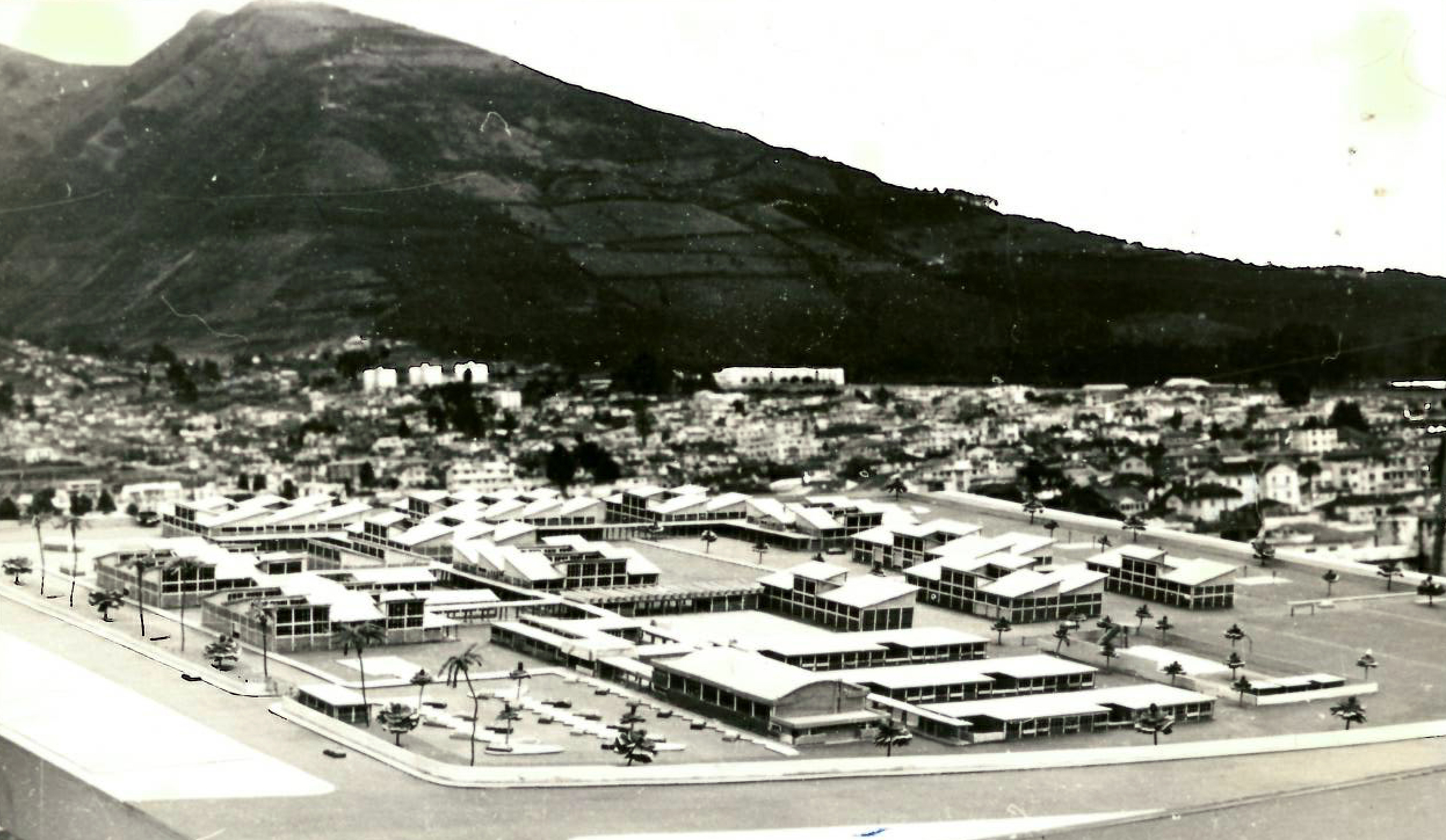
Instalaciones del Instituto Técnico Ecuatoriano Alemán ITEA, donados por Gobierno Alemán
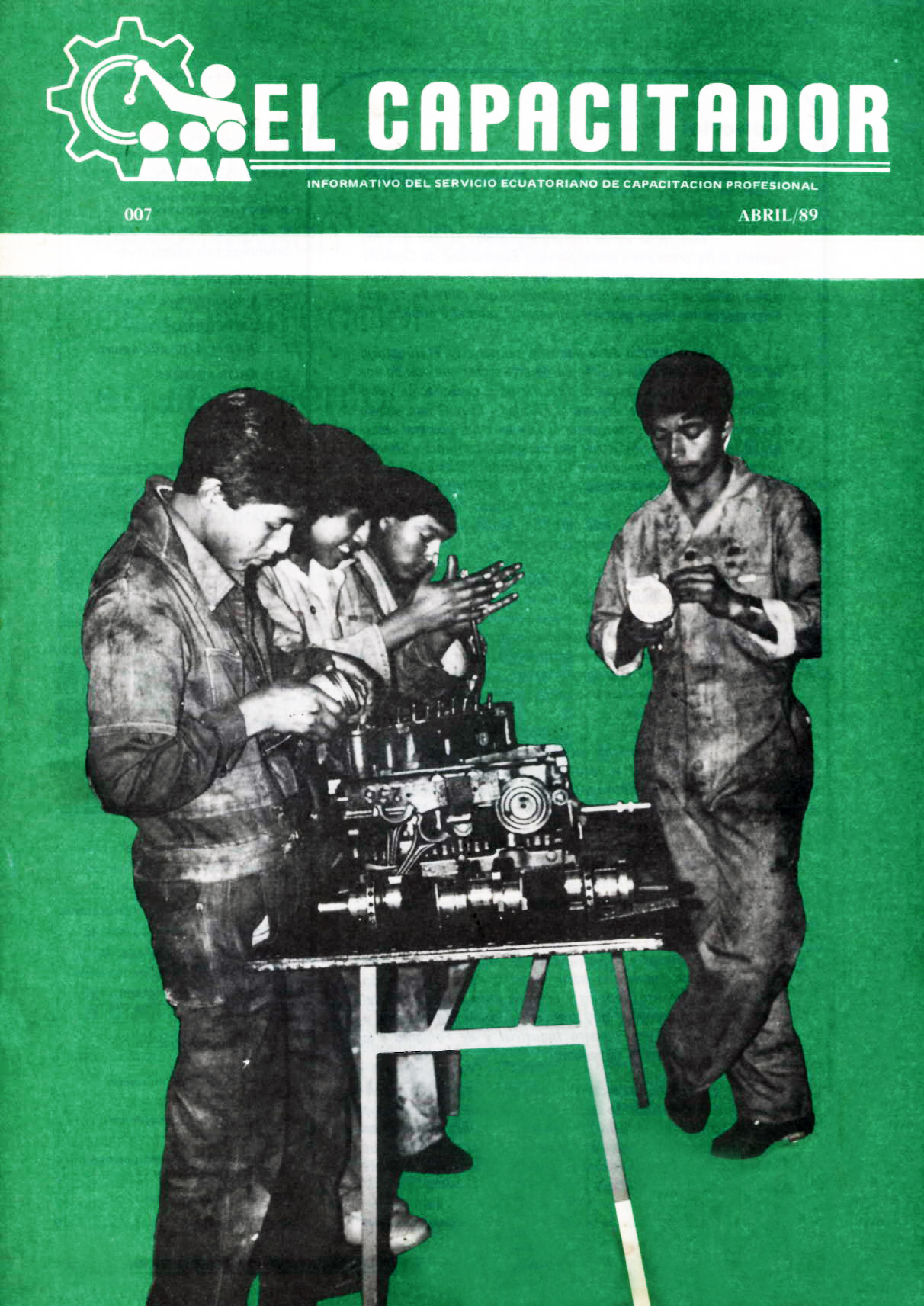
Revista institucional "El Capacitador", publicada en abril, 1989.